# Luis Miguel Garrido
Luis Miguel Garrido Santos (Valladolid, España, 18 de junio de 1972) es un exfutbolista español que jugaba como defensa central.Actualmente desempeña la labor de scouting en el Dinamo de Bucarest de la Liga I .Anteriormente ocupó el cargo de director deportivo en el Olímpic de Xàtiva, en Segunda División B,donde configuró una plantilla en la campaña 2016/17 que batió un récord de imbatibilidad.En la temporada 2018/19 se incorpora al Ontinyent Club de Futbol,del Grupo III de Segunda División B.

## Trayectoria como jugador
Garrido fue un defensa central vallisoletano formado en la cantera del Real Valladolid. En la temporada 1990/91 logró el ascenso a Segunda División B con el Real Valladolid "B". Posteriormente permaneció tres temporadas más en el filial en Segunda División B. En la temporada 1991/92 jugó dos partidos en Primera División con el Real Valladolid; su debut fue el 31 de mayo de 1992 en San Mamés frente al Athletic Club (2-0) y su segundo partido fue en el José Zorrilla contra el Sevilla F. C. (1-0).
Tras desvincularse del conjunto pucelano,Garrido da el salto a Segunda División al fichar por el C.D.Toledo, en el que permanece dos temporadas consiguiendo en ambas la permanencia en la categoría de plata.En la siguiente temporada tras abandonar el club toledano se convierte en nuevo jugador de la S.D.Huesca, por aquel entonces en Segunda División B,pero vuelve a la categoría de plata al incorporarse al Levante U. D. en el mercado invernal de aquel curso .Para la temporada 97/98,Garrido vuelve a Segunda División B,y se incorpora al Gimnàstic,salvando la categoría en la última jornada.Las dos siguientes temporadas se convertiría en un jugador importante y titular indiscutible del F.C.Cartagena,jugando una fase de ascenso a Segunda División en la temporada 1998/99.En la campaña 2000/01 juega en el C.D.Castellón,para,una temporada después volver a ser jugador de Segunda División fichando por el Racing de Ferrol.A partir de la temporada 2002/2003 el destino futbolístico de Garrido sería en Segunda División B,volviendo a vestirse la camiseta del F.C.Cartagena y posteriormente siendo jugador del Zamora C.F., y del C.D.Alcoyano,equipo este último en el que se mantuvo durante cinco temporadas,llegando a ser capitán del equipo y disputando la promoción de ascenso a Segunda en la temporada 2006/07 y en la temporada 2008/09 el campeonato del Grupo III de Segunda División B y la disputa de la promoción de ascenso. Para la temporada 2009/2010,se compromete con el C.F.Gandia en Tercera División,consiguiendo el ascenso a Segunda División B en su primera temporada en el club,manteniendo la categoría en la siguiente y descendiendo a Tercera División en la campaña 2011/12.
Asentado en la provincia de Alicante,sus últimas temporadas como futbolista profesional trancurrirían en la Tercera División,defendiendo los colores del C.D.Denia en la temporada 2012/13 y en el Muro C.F. durante dos campañas.

## Trayectoria como director deportivo
Debuta en su nuevo cargo como director deportivo en la temporada 2015/16 configurando la plantilla del Olímpic de Xàtiva,la cual juegan, un fatídico play out de descenso que les llevara a tercera división. En la temporada 2016/2017, ya en tercera, queda CAMPEON DEL GRUPO 6, el cual se mantiene invicto durante 34 jornadas consecutivas, aunque no logran ascender tras una tanda de penaltis contra el ECIJA. En la temporada 2017/2018 comienza en tercera un año más, aunque yendo cuartos clasificados,antes de finalizar la temporada,la directiva setabense decide prescindir de él.
Para la temporada 2018/19 se convierte en el nuevo director deportivo del Ontinyent C.F.,no pudiendo terminar la temporada debido a los graves problemas económicos del club blanquinegro,que derivaron en el cese definitivo de toda actividad deportiva y posterior desaparición del club, poniendo punto final a 91 años de historia.
En la temporada 2019/2020, afronta un nuevo reto como Scouting del Deportivo Alaves, en la zona de la Comunidad Valenciana y Murciana.
Para la temporada 2020/21,afronta su primera experiencia profesional lejos de España, concretamente en Rumanía,al incorporarse al equipo como adjunto a la Secretaría Técnica del Dinamo de Bucarest de la Liga rumana

## Clubes
| Club                        | País   | Año       |
| --------------------------- | ------ | --------- |
| Real Valladolid C. F. "B"   | España | 1989-1994 |
| C. D. Toledo                | España | 1994-1996 |
| S. D. Huesca                | España | 1996-1997 |
| Levante U. D.               | España | 1996-1997 |
| Club Gimnàstic de Tarragona | España | 1997-1998 |
| F. C. Cartagena             | España | 1998-2000 |
| C. D. Castellón             | España | 2000-2001 |
| Racing Club de Ferrol       | España | 2001-2002 |
| F. C. Cartagena             | España | 2002-2003 |
| Zamora C. F.                | España | 2003-2004 |
| C. D. Alcoyano              | España | 2004-2009 |
| C. F. Gandia                | España | 2009-2012 |
| C. D. Denia                 | España | 2012-2013 |
| Muro C.F.                   | España | 2013-2015 |

## Palmarés

### Campeonatos nacionales
| Título                         | Club           | País   | Año  |
| ------------------------------ | -------------- | ------ | ---- |
| Campeón Grupo III de Segunda B | C. D. Alcoyano | España | 2009 |